# Pont de Connel
Le pont de Connel (ou Connel Bridge) est un pont cantilever franchissant le Loch Etive à Connel (en), dans les Highlands écossais. Initialement construit en 1903 comme pont ferroviaire, il est devenu en 1966 un pont exclusivement routier au moment de la fermeture de la ligne qui l'empruntait.
Il a été classé en 1997 comme monument de Catégorie B.